# Marchand (casa automobilistica)

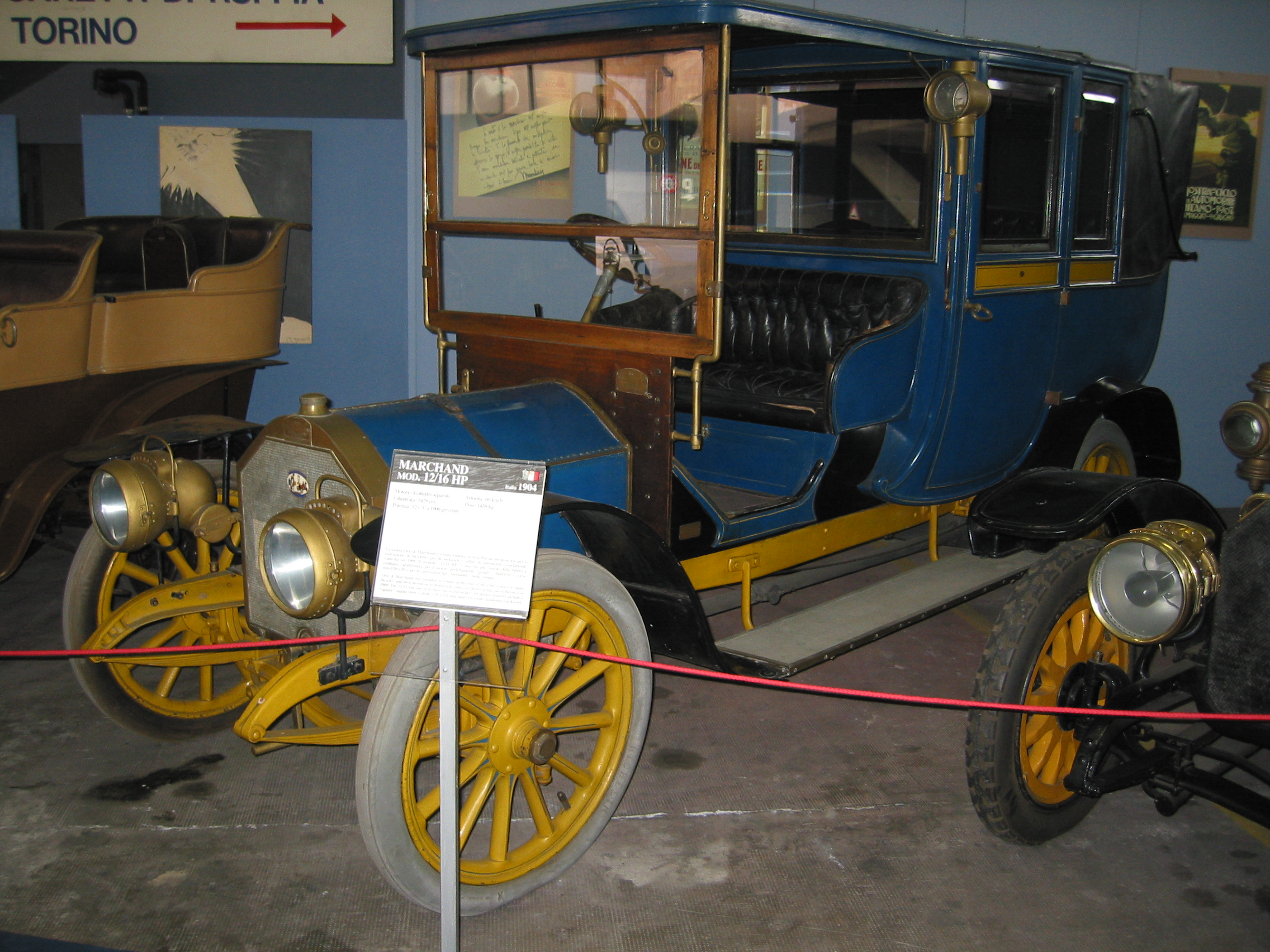
una Marchand del 1904

La Marchand, in precedenza denominata Orio & Marchand, è stata una casa automobilistica italiana, attiva tra la fine del secolo XIX° e l'inizio del secolo XX°, con sede a Piacenza.

## Storia della società
Nel 1890, il piacentino Stefano Orio inizia a produrre biciclette con il suo nome.
Nel 1893, Orio si mette in società con i fratelli francesi Paul e Léonce Marchand, originari di Dunkerque e continua la produzione di biciclette con il nome di Orio & Marchand nello stabilimento di Musocco, vicino a Milano. 
Nel 1898 la Orio & Marchand si trasferisce nuovamente a Piacenza dove intraprende, accanto alla produzione di biciclette, quella di automobili.
Nel 1900, dopo la morte di Orio, la società viene rinominata Fratelli Marchand, nel 1907 viene ancora una volta rinominata Marchand & Dufaux. 
Nel 1909 termina la produzione di vetture.

## Modelli
Il primo modello, prodotto fino al 1902, era costruito su licenza della ditta francese Decauville e aveva un motore a due cilindri posto nella parte posteriore. 
A partire dai modelli del 1902 le auto Marchand ebbero tutte il motore anteriore. 
I modelli da 8 HP, 10 HP, 12 HP, 16 HP e 20 HP avevano motori a due cilindri. 
Nel 1904 apparve un modello a quattro cilindri con potenza di 12/16 HP seguito, nel 1906, da altri modelli a quattro cilindri con potenza di 10/14 HP, 18/22 HP, 28/35 HP e infine dal modello da 50/60 HP con motore a sei cilindri.
Un modello di questo marchio è esposto nel Museo dell'Automobile Giovanni Agnelli a Torino.